# Spoorlijn Kolding - Egtved
De spoorlijn Kolding - Egtved (Deens: Egtvedbanen) was een smalspoorweg vanuit Kolding naar Egtved van het schiereiland Jutland in Denemarken.

## Geschiedenis
De lijn is gebouwd tussen 1895 en 1898 en werd geopend door de Kolding-Egtved Jernbane (KEJ) op 4 mei 1898.
In de beginjaren was de lijn succesvol door het vervoer van suikerbieten naar de suikerfabriek in Kolding. Door de concurrentie van de autobus was de lijn echter genoodzaakt al in 1930 weer te sluiten.

## Huidige toestand
Thans is de volledige lijn opgebroken.